# Sainte-Marguerite-en-Ouche
Sainte-Marguerite-en-Ouche is een plaats en voormalige gemeente in het Franse departement Eure in de regio Normandië en telt 124 inwoners (2013). Deze plaats maakt deel uit van het arrondissement Bernay.

## Geschiedenis
De gemeente maakte deel uit van het kanton Beaumesnil tot dit op 22 maart 2015 werd opgeheven en de gemeenten werden opgenomen in het kanton Bernay. Op 1 januari 2016 fuseerden de gemeenten van het voormalige kanton, op één na, tot de commune nouvelle Mesnil-en-Ouche.

## Geografie
De oppervlakte van Sainte-Marguerite-en-Ouche bedraagt 5,35 km², de bevolkingsdichtheid is 23 inwoners per km².
De onderstaande kaart toont de ligging van Sainte-Marguerite-en-Ouche met de belangrijkste infrastructuur en aangrenzende gemeenten.

## Demografie
Onderstaande figuur toont het verloop van het inwonertal (bron: INSEE-tellingen).